# Yoshiki Matsushita
Yoshiki Matsushita (松下 佳貴 Matsushita Yoshiki?, Ehime, 3 de marzo de 1994) es un futbolista japonés que juega como centrocampista en el Fujieda MYFC de la J2 League.

## Trayectoria

### Clubes
| Club           | País  | Año       |
| -------------- | ----- | --------- |
| Vissel Kobe    | Japón | 2015-2018 |
| Vegalta Sendai | Japón | 2019-2024 |
| Fujieda MYFC   | Japón | 2025-     |